# Élections fédérales suisses de 1959
Les élections fédérales suisses de 1959 se sont déroulées le 25 octobre 1959. Elles ont désigné la 36e législature depuis 1848. Le nombre de sièges resta inchangé à 196 au Conseil national et à 44 au Conseil des États. Les députés furent élus pour une durée de 4 ans.
Les Socialistes et les Radicaux obtiennent un nombre identique de mandats au Conseil national avec chacun 51 mandats. Les Conservateurs-catholiques se présentent cette année sous un nouveau nom, le Parti conservateur chrétien-social gagne un mandat et le Parti des paysans, artisans et bourgeois stagne (22 au total). Le PST perd un siège mais le Parti chrétien-protestant en gagne un second qu'il ne perdra plus jusqu'à aujourd'hui.
Au Conseil des États, sur 44 sièges, le PSS en perdit un (4 au total), le Parti conservateur chrétien-social gagne un mandat et le Parti des paysans, artisans et bourgeois en perdit un. Les Radicaux en gagnèrent deux (14 au total).

## Législature 1959-1963
| Parti | Parti                                    | Sigle | Tendance politique      | Sièges au CN | Sièges au CE |
| ----- | ---------------------------------------- | ----- | ----------------------- | ------------ | ------------ |
|       | Parti radical-démocratique               | PRD   | radical                 | 51           | 14           |
|       | Parti socialiste                         | PSS   | socialiste              | 51           | 4            |
|       | Parti conservateur chrétien-social       | PCCS  | conservateur            | 48           | 18           |
|       | Parti des paysans, artisans et bourgeois | PAB   | agrarien                | 22           | 2            |
|       | Alliance des indépendants                | AdI   | social-libéral          | 10           | -            |
|       | Parti libéral démocratique               | PLD   | libéral/conservateur    | 5            | 3            |
|       | Parti démocratique                       | DEM   | progressiste            | 4            | 2            |
|       | Parti suisse du travail                  | PST   | communiste              | 3            | -            |
|       | Parti chrétien-protestant                | PCP   | conservateur/protestant | 2            | -            |
|       | Autre                                    | Autre | Ind.                    | -            | 1            |